# Joshua Rifkin
Pour les articles homonymes, voir Rifkin.
Joshua Rifkin (né le 22 avril 1944) à New York, est un musicologue et chef d'orchestre américain.
Il a fait ses études avec Vincent Persichetti à la Juilliard School, avec Gustave Reese de 1964–1966 à la New York University et de 1966–1967 à l'université de Göttingen, en plus il a travaillé en 1961 et en 1965 avec Karlheinz Stockhausen à Darmstadt.
Après il a fait des études supplémentaires avec Arthur Mendel, Lewis Lockwood, Milton Babbitt et Ernst Oster à la Princeton University. En 1968 il termina ses études avec un diplôme M.F.A. (Master of Fine Arts).
Rifkin se fait surtout connaitre avec sa thèse, selon laquelle Johann Sebastian Bach n'aurait eu pour ses cantates des chorales composées seulement d'un seul chanteur par voix. Entre-temps des interprètes de musique ancienne comme Andrew Parrott, Paul McCreesh, Konrad Junghänel, Jeffrey Thomas, Eric Milnes et Sigiswald Kuijken ont enregistré avec grand succès de nombreuses œuvres de Bach avec ces petites chorales. D'autres spécialistes de Bach comme Gustav Leonhardt, Ton Koopman, Masaaki Suzuki, John Eliot Gardiner ou Philippe Herreweghe se sont montrés réticents ou opposés à la thèse de Rifkin.
Pour l'instant Kuijken enregistre d'après les études de Rifkin un cycle de cantates de Bach pour une année liturgique complète, pour chaque dimanche et pour tous les jours de fêtes une cantate.

## Littérature
- Andrew Parrott, Bachs Chor - Zum neuen Verständnis, Stuttgart, Metzler - Bärenreiter, 2003
- Joshua Rifkin, Bachs Chor: Ein vorläufiger Bericht, BaslerJbHistMPraxis ix (1985), p. 141-156